# Blera
Blera – miejscowość i gmina we Włoszech, w regionie Lacjum, w prowincji Viterbo.
Blera w starożytności, w czasach przedrzymskich była, jak wiele innych miejscowości w tym regionie, zamieszkana przez Etrusków. Do dziś opodal starego miasta (na wzniesieniu) istnieje odsłonięta "ekspozycja" w terenie grobowców etruskich wykutych w tufie wulkanicznym. Ościeża wejść powtarzają charakterystyczne zdobienia dla kultury Etrusków. Ekspolaracją w latach 90. prowadziły "ekspedycje" esperantystów - "Internacia Arkeologia Laborbrigado" pod przewodnictwem Pier Luigi Cinquantiniego.
Według danych na rok 2004 gminę zamieszkiwało 3208 osób, 34,9 os./km².